# Johan Adolf Grönhagen

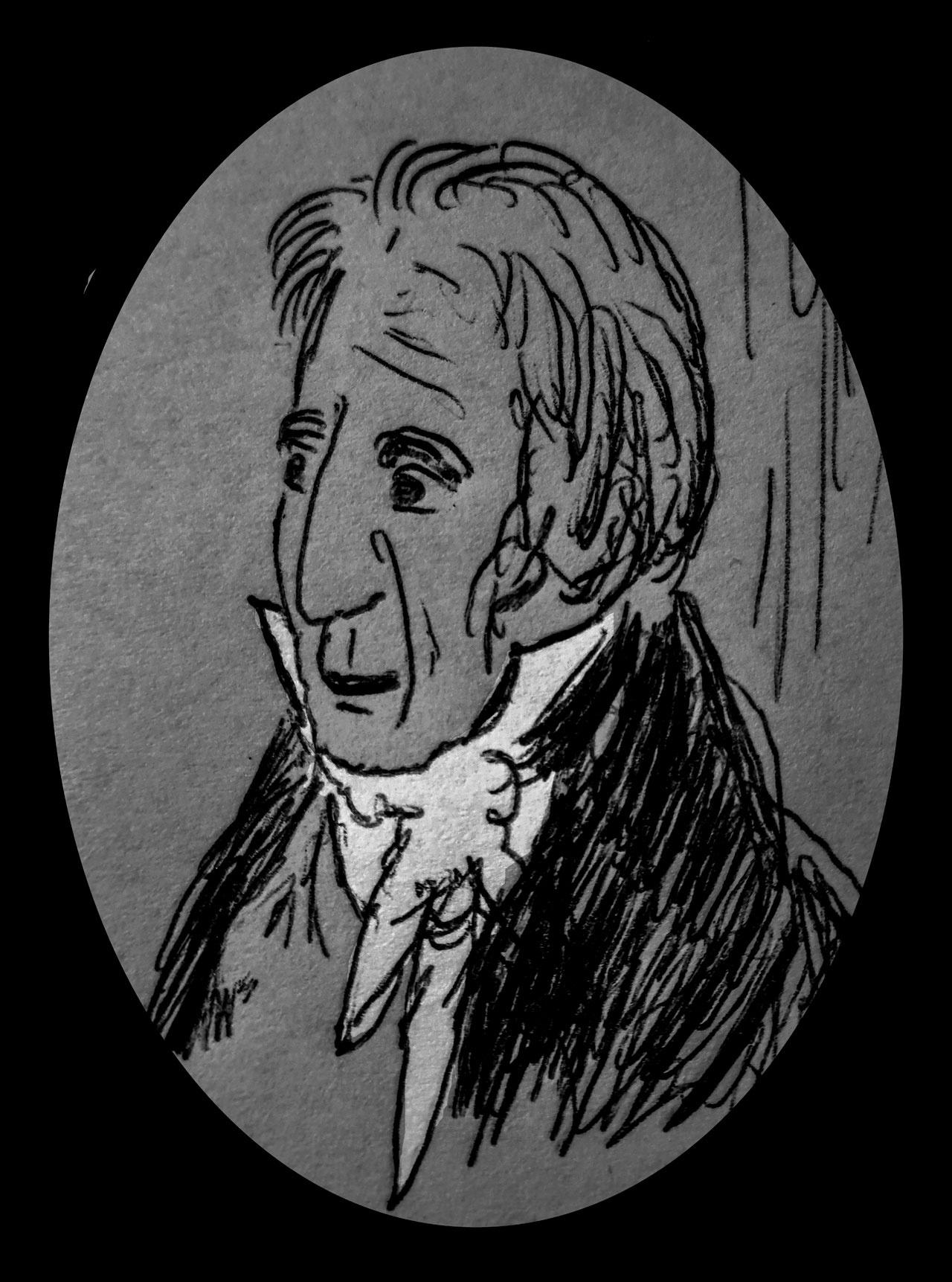
Teckning av Grönhagen.

Johan Adolf Grönhagen, född den 5 september 1753 i Gustavs, död den 25 juli 1826 i Mouhijärvi, var en finländsk militär. Han var brorson till Johan Didrik Grönhagen.
Grönhagen deltog i krigen 1788–1790, då han sårades vid Porrassalmi, och 1808–1809, där han som major anförde 2:a bataljonen av Björneborgs regemente och utmärkte sig vid Lappo, Kauhajoki och Nummijärvi. Han omnämns i Johan Ludvig Runebergs epos Fänrik Ståls sägner i delen om Döbeln vid Jutas. Grönhagen fick efter kriget överstelöjtnants avsked.